# Мещанінов Артем Олегович
Артем Олегович Мещанінов (рос. Артём Олегович Мещанинов, нар. 19 лютого 1996, Санкт-Петербург, Росія) — російський футболіст, центральний захисник клубу «Сочі».

## Ігрова кар'єра
Займатися футболом Мещанінов починав у системі пітерського «Зеніта». Сезон 2014/15 футболіст провів, граючи за молодіжну команду клубу «Тосно».
Влітку 2015 року Мещанінов як вільний агент підписав трирічний контракт з чеським «Баніком», де перший сезон грав у молодіжній команді. Починаючи з 2016 року російського футболіста почали залучати до основного складу. Першу гру у чемпіонаті Чехії захисник провів у лютому 2016 року. Але в подальшому не маючи можливості постійно грати в основі, Мещанінов відправився в оренду. У 2017 році він грав у клубі другого чеського дивізіону «Зноймо».
У 2019 році також на правах оренди футболіст повертається до Росії, де приєднується до клубу ФНЛ «Балтика». З яким через рік підписав контракт на постійній основі. За два роки в команді Мещанінов став лідером в обороні, неодноразово виводив команду на гру капітаном.
Перед початком сезону 2022/23 футболіст підписав контракт з клубом Прем'єр-ліги «Сочі». Першу гру у вищому дивізіоні Мещанінов провів 23 липня 2022 року, коли вийшов на заміну у матчі проти ЦСКА.